# واجيما (إيشيكاوا)
مدينة واجيما (بالإنجليزية: Wajima)‏ هي أحد المدن التابعة لمحافظة إيشيكاوا. تأسست رسميًا في 01/02/2006. ويقدر عدد سكانها بـ 31532 نسمة حسب تقدير مكتب الإحصاء الياباني لعام 2012. تبلغ مساحة واجيما 426.25 كم2. بكثافة سكانية تبلغ 74 نسمة/كم2.

## المناخ
يظهر الجدول التالي التغييرات المناخية على مدار السنة لواجيما:
| البيانات المناخية لـواجيما          | البيانات المناخية لـواجيما | البيانات المناخية لـواجيما | البيانات المناخية لـواجيما | البيانات المناخية لـواجيما | البيانات المناخية لـواجيما | البيانات المناخية لـواجيما | البيانات المناخية لـواجيما | البيانات المناخية لـواجيما | البيانات المناخية لـواجيما | البيانات المناخية لـواجيما | البيانات المناخية لـواجيما | البيانات المناخية لـواجيما | البيانات المناخية لـواجيما |
| الشهر                               | يناير                      | فبراير                     | مارس                       | أبريل                      | مايو                       | يونيو                      | يوليو                      | أغسطس                      | سبتمبر                     | أكتوبر                     | نوفمبر                     | ديسمبر                     | المعدل السنوي              |
| ----------------------------------- | -------------------------- | -------------------------- | -------------------------- | -------------------------- | -------------------------- | -------------------------- | -------------------------- | -------------------------- | -------------------------- | -------------------------- | -------------------------- | -------------------------- | -------------------------- |
| متوسط درجة الحرارة الكبرى °م (°ف)   | 6.1 (43.0)                 | 6.5 (43.7)                 | 9.9 (49.8)                 | 15.9 (60.6)                | 20.3 (68.5)                | 23.5 (74.3)                | 27.5 (81.5)                | 29.8 (85.6)                | 25.8 (78.4)                | 20.5 (68.9)                | 14.8 (58.6)                | 9.4 (48.9)                 | 17.5 (63.5)                |
| المتوسط اليومي °م (°ف)              | 3.1 (37.6)                 | 3.1 (37.6)                 | 5.7 (42.3)                 | 11.0 (51.8)                | 15.7 (60.3)                | 19.6 (67.3)                | 23.9 (75.0)                | 25.7 (78.3)                | 21.6 (70.9)                | 15.9 (60.6)                | 10.5 (50.9)                | 6.0 (42.8)                 | 13.5 (56.3)                |
| متوسط درجة الحرارة الصغرى °م (°ف)   | 0.2 (32.4)                 | −0.2 (31.6)                | 1.5 (34.7)                 | 5.9 (42.6)                 | 11.1 (52.0)                | 16.0 (60.8)                | 20.6 (69.1)                | 22.0 (71.6)                | 17.8 (64.0)                | 11.5 (52.7)                | 6.4 (43.5)                 | 2.5 (36.5)                 | 9.6 (49.3)                 |
| الهطول مم (إنش)                     | 212.3 (8.36)               | 141.7 (5.58)               | 133.3 (5.25)               | 113.2 (4.46)               | 127.6 (5.02)               | 163.4 (6.43)               | 201.8 (7.94)               | 155.8 (6.13)               | 213.5 (8.41)               | 156.4 (6.16)               | 227.9 (8.97)               | 253.6 (9.98)               | 2٬100٫5 (82.69)            |
| متوسط تساقط الثلوج سم (إنش)         | 84 (33)                    | 71 (28)                    | 17 (6.7)                   | 0 (0)                      | 0 (0)                      | 0 (0)                      | 0 (0)                      | 0 (0)                      | 0 (0)                      | 0 (0)                      | 1 (0.4)                    | 27 (11)                    | 200 (79.1)                 |
| متوسط الرطوبة النسبية (%)           | 74                         | 73                         | 71                         | 70                         | 73                         | 79                         | 81                         | 79                         | 79                         | 76                         | 75                         | 75                         | 75                         |
| ساعات سطوع الشمس الشهرية            | 43.3                       | 64.5                       | 127.4                      | 187.5                      | 201.9                      | 157.2                      | 156.1                      | 206.8                      | 138.2                      | 142.0                      | 88.4                       | 51.6                       | 1٬564٫9                    |
| المصدر: Japan Meteorological Agency |                            |                            |                            |                            |                            |                            |                            |                            |                            |                            |                            |                            |                            |

## توأمة
لواجيما (إيشيكاوا) اتفاقيات توأمة مع كل من:
- إشيكاري (27 أغسطس 2012 - )
- أواري أساهي

## أعلام
- شيغيو كيتامورا
- تسويوشي ياماناكا
- جو ناغاي